# سرزمین پرم

سرزمین پرم در نقشهٔ روسیه.

سرزمین پـِرم (به انگلیسی: Perm Krai) (به روسی: Пе́рмский край, Permsky kray) یکی از سرزمین‌های فدراسیون روسیه است.
مرکز آن شهر پرم است.

## آب و هوا
آب‌وهوای پرم بری است و زمستان‌های طولانی و برفی دارد. میانگین دما در ژانویه از منفی ۱۸ در شمال شرق سرزمین پرم تا منفی ۱۵ در شمال غرب تغییر می‌کند. پایین‌ترین دمای این سرزمین در شمال آن ثبت می‌شود که منفی ۵۳ درجه‌است.

## دانستنی‌ها
روستای مالبکا واقع در منطقه پرم در میان مردم محل به «محل نشست اشیای ناشناس پروازی» مشهور شده‌است و مسئولان منطقه نیز در ماه ژوئیه سال ۲۰۱۱ مجسمه‌ای به عنوان یادبود پرواز «فرازمینی‌ها» در این منطقه برپا کردند و در مسیر حرکت به سمت روستا نیز تابلوهایی نصب شده که نشان دهنده «امکان عبور بشقاب پرنده» است.